# North Irwin
North Irwin és una població dels Estats Units a l'estat de Pennsilvània. Segons el cens del 2000 tenia 879 habitants.

## Demografia
Segons el cens del 2000, North Irwin tenia 879 habitants, 381 habitatges, i 243 famílies. La densitat de població era de 1.696,9 habitants/km².
Dels 381 habitatges en un 28,6% hi vivien nens de menys de 18 anys, en un 50,9% hi vivien parelles casades, en un 9,7% dones solteres, i en un 36,2% no eren unitats familiars. En el 33,3% dels habitatges hi vivien persones soles el 13,9% de les quals corresponia a persones de 65 anys o més que vivien soles. El nombre mitjà de persones vivint en cada habitatge era de 2,31 i el nombre mitjà de persones que vivien en cada família era de 2,96.
Per edats la població es repartia de la següent manera: un 22,5% tenia menys de 18 anys, un 8,1% entre 18 i 24, un 30,8% entre 25 i 44, un 22,5% de 45 a 60 i un 16% 65 anys o més.
L'edat mediana era de 39 anys. Per cada 100 dones de 18 o més anys hi havia 95,1 homes.
La renda mediana per habitatge era de 33.750 $ i la renda mediana per família de 40.217 $. Els homes tenien una renda mediana de 29.318 $ mentre que les dones 19.881 $. La renda per capita de la població era de 15.665 $. Entorn del 4,8% de les famílies i el 5,8% de la població estaven per davall del llindar de pobresa.

## Poblacions més properes
El següent diagrama mostra les poblacions més properes.